# Queso y dulce

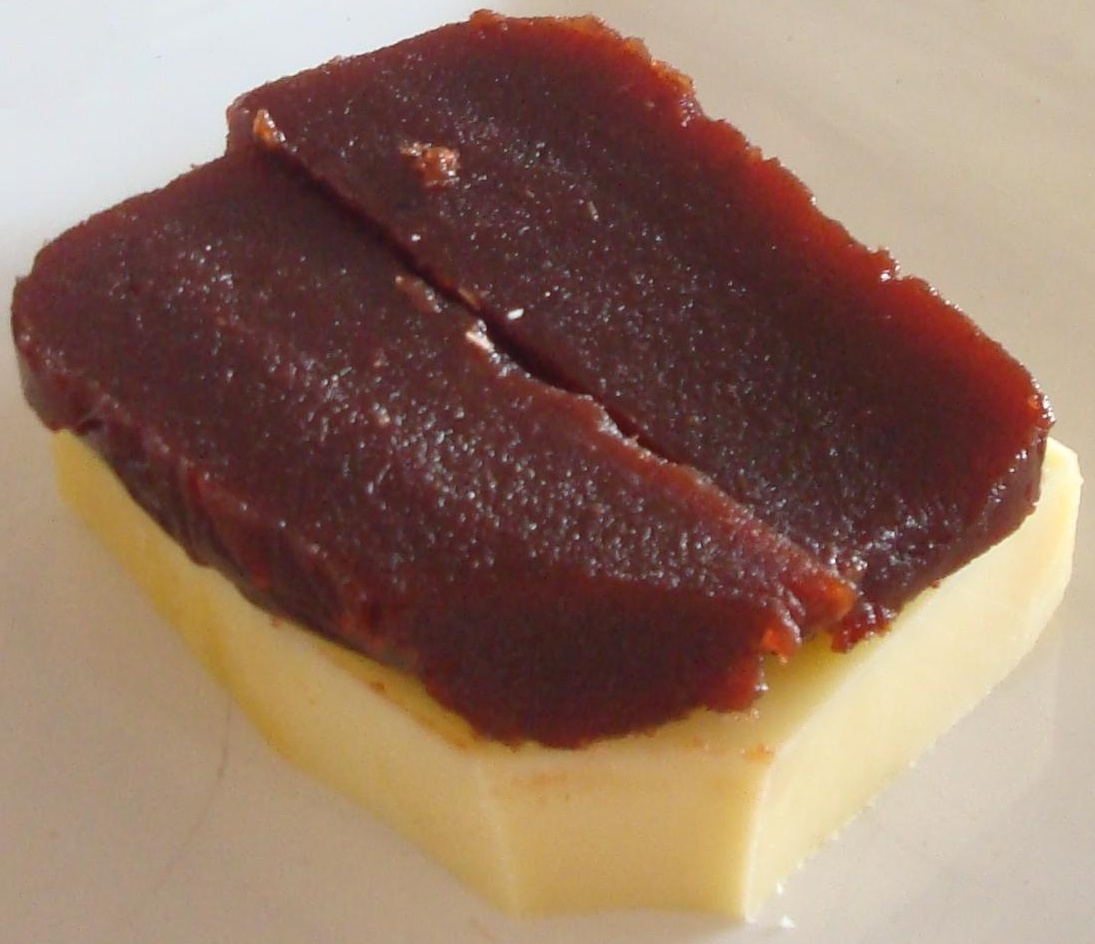
Combinación de queso y dulce de membrillo.

La combinación de queso y dulce (conocida como ate con queso, Martín Fierro, vigilante, Romeo y Julieta, queso con membrillo, etc.) es un postre compuesto por uno o más cortes de queso, acompañados por dulce de molde o en barra, que puede ser de membrillo, guayaba, batata u otros. Es típico de la gastronomía de varios países como Argentina, Uruguay, Brasil, Colombia, Cuba, España, México, Paraguay, Venezuela entre otros.

## Variantes
En Argentina el postre presenta variantes según la región: en el noroeste se sirve quesillo de cabra con dulce de cayote o de tuna. En la región pampeana es común el queso Holanda o Mar del Plata con dulce de batata o membrillo a veces acompañado con galleta de agua. En el sur el queso de oveja o de vaca del tipo Atuel se acompaña con dulce de saúco, de frambuesas, de citrón galés, de maqui o de algún fruto rojo. En el noreste, se prefiere el queso fresco, o cremoso, acompañado de dulce de mamón en cascos (mamón en almíbar), y en el litoral se utiliza el dulce de naranjas amargas. «queso y dulce» o «fresco y batata».En San Rafael, Mendoza existe la variable denominada "vargüita" o postre de Súper Man. Se hace con dulce de batata, queso fresco, aceite de oliva y bañado en pimienta negra.
En Brasil, donde se lo conoce como «Romeu e Julieta» (Romeo y Julieta), se utiliza goiabada (dulce de guayaba) y se combina con quesos como el queijo Minas Frescal.La versión colombiana consiste en bocadillo veleño con queso de cabra o de leche de vaca. En Cuba se utiliza dulce de guayaba en barra y queso blanco. Es muy común la variante que combina queso con cascos de guayaba.En España se combina dulce de membrillo con queso de burgos, o con queso Idiazábal, en particular en regiones como Navarra, con queso camerano (elaborado con leche de cabra) en La Rioja o con otros tipos de queso tradicionales.
En México se lo conoce como ate con queso pues se utiliza ate, un dulce de molde que puede producirse con distintas frutas: membrillo, guayaba, pera, mango, manzana, calabaza, etc. En Paraguay se prepara con goiabada y queso Paraguay. En Uruguay se utiliza dulce de membrillo, con quesos como el Colonia. Se le conoce con el nombre de Martín Fierro. En la región este y noreste, es común el dulce de guayaba para este postre. Otras variantes de este dulce, pueden darse con otras variedades de dulce de molde, como pueden ser, zapallo, batata, durazno, o higo, así como otros tipos de queso, como ricota o requesón.